# Archigny
Archigny é uma comuna francesa na região administrativa da Nova Aquitânia, no departamento de Vienne. Estende-se por uma área de 66,68 km². Em 2010 a comuna tinha 1 093 habitantes (densidade: 16,4 hab./km²).